# اسمود
اسمود (بالفرنسية:École supérieure des arts et techniques de la mode) اختصاراً (ESMOD) وتعني المدرسة العليا للفنون وتقنيات نمط الحياة، وهي مدرسة فرنسية خاصة في مجال الأزياء.

## التأسيس والفروع
تأسست في باريس عام 1841 على يد أليكسيس لافين.، هذا وتمتلك اسمود خمس مدارس في فرنسا في بوردو، ليون، باريس، رين وروبيه، و 15 مدرسة أخرى حول العالم في المدن التالية: سيول، بكين، بيروت، إسطنبول، دمشق، دبي، جاكرتا، طوكيو، أوسلو، كيوتو، كوالالمبور، قوانغتشو، سوسة، تونس.

## الاعتماد الاكاديمي
اسمود مرخص لها من قبل الهيئة الوطنية للشهادات المهنية، وهي اللجنة الوطنية الفرنسية للشهادة المهنية، لمنح شهادة مهنية لمدة خمس سنوات كمصمم أزياء في المستوى 6 ضمن إطار المؤهلات الأوروبية.